# Liste der Abgeordneten zum Salzburger Landtag (14. Gesetzgebungsperiode)
Diese Liste der Abgeordneten zum Salzburger Landtag (14. Gesetzgebungsperiode) listet alle Abgeordneten zum Salzburger Landtag während der 14. Gesetzgebungsperiode (Stand: 3. Oktober 2012) auf. Die Gesetzgebungsperiode begann mit der Angelobung des Landtags am 22. April 2009, in der ersten Landtagssitzung wurde zudem die Landesregierung Burgstaller II gewählt.
Nach der Landtagswahl 2009 entfielen 15 der 36 Mandate auf die Sozialdemokratische Partei Österreichs (SPÖ), 14 auf die Österreichische Volkspartei (ÖVP),  5 auf die Freiheitliche Partei Österreichs (FPÖ) und 2 Mandate auf Die Grünen – Die Grüne Alternative (Grüne). Die SPÖ verlor dabei 2 Mandate an die FPÖ, ÖVP und Grüne konnten ihren Mandatsstand trotz leichter Stimmenverluste halten.

## Funktionen

### Landtagspräsidenten
Trotzdem die SPÖ mandatsstärkste Partei geworden war, erhielt die ÖVP den Anspruch auf den Ersten Landtagspräsidenten. Ursprünglich war Hans Scharfetter für diesen Posten vorgesehen, er verletzte sich jedoch am Vortag der Wahl so stark, dass er an der ersten Sitzung des Landtags nicht teilnehmen konnte. Für ihn sprang Simon Illmer ein, der am 22. April zum Ersten Landtagspräsidenten gewählt wurde. Illmer trat am 9. Juni 2009 vom Amt des Landtagspräsidenten zurück, woraufhin Scharfetter nach seiner Angelobung am 10. Juni das Amt des Landtagspräsidenten übernahm. Auf Grund der Verletzungsfolgen legte Scharfetter jedoch am 31. August 2009 seine Funktion als Landtagspräsident zurück und wurde am 16. September 2009 wieder von Simon Illmer abgelöst.
Gudrun Mosler-Törnström wurde am 22. April in das Amt der Zweiten Landtagspräsidentin gewählt, gemäß der Parteienvereinbarung von SPÖ und ÖVP wurde kein Dritter Landtagspräsident gewählt.

### Klubobleute
Der „Sozialdemokratische Landtagsklub“ wählte bei der konstituierenden Klubsitzung am 20. April Roland Meisl zum Klubvorsitzenden. Zu stellvertretenden Klubvorsitzenden wurden Gudrun Mosler-Törnström und Arno Kosmata gewählt. Für den „ÖVP-Landtagsklub“ wurde am selben Tag Gerlinde Rogatsch zur Klubobfrau und Simon Illmer, Josef Sampl sowie Michael Obermoser zu ihren Stellvertretern ernannt. Dem Landtagsklub der FPÖ steht als Klubobmann Schnell Karl vor, die Funktion der Klubobmann-Stellvertreter haben Rosemarie Blattl und Lukas Essl inne. Die Grünen, die erneut die Klubstärke verfehlten, bildeten die Landtagsfraktion der Grünen. wobei Cyriak Schwaighofer in der konstituierenden Fraktionssitzung am 16. April zum Fraktionsvorsitzenden und seine Kollegin Astrid Rössler zur Fraktionsvorsitzenden-Stellvertreterin gewählt wurde.

### Landtagsabgeordnete
| Name                    | Fraktion | Anmerkung                                                       |
| ----------------------- | -------- | --------------------------------------------------------------- |
| Blattl Rosemarie        | FPÖ      |                                                                 |
| Ebner Hannes            | SPÖ      |                                                                 |
| Ebner Waltraud          | ÖVP      |                                                                 |
| Eisl Hilde              | SPÖ      |                                                                 |
| Essl Lukas              | FPÖ      |                                                                 |
| Hagenauer Anja          | SPÖ      |                                                                 |
| Hirschbichler Adelheid  | SPÖ      |                                                                 |
| Höfferer Uwe            | SPÖ      | am 3. Oktober 2012 als Nachfolger von Walter Steidl angelobt    |
| Illmer Simon            | ÖVP      |                                                                 |
| Kosmata Arno            | SPÖ      |                                                                 |
| Kreibich Florian        | ÖVP      |                                                                 |
| Meisl Roland            | SPÖ      |                                                                 |
| Mosler-Törnström Gudrun | SPÖ      |                                                                 |
| Neuhofer Theresia       | ÖVP      |                                                                 |
| Obermoser Michael       | ÖVP      |                                                                 |
| Ottenbacher Sonja       | ÖVP      |                                                                 |
| Pallauf Brigitta        | ÖVP      |                                                                 |
| Pfatschbacher Margit    | SPÖ      |                                                                 |
| Pfeifenberger Peter     | SPÖ      |                                                                 |
| Riezler Ingrid          | SPÖ      |                                                                 |
| Rogatsch Gerlinde       | ÖVP      |                                                                 |
| Rössler Astrid          | Grüne    |                                                                 |
| Rothenwänder Ernst      | FPÖ      |                                                                 |
| Sampl Josef             | ÖVP      |                                                                 |
| Sampl Manfred           | ÖVP      |                                                                 |
| Scharfetter Hans        | ÖVP      | Erst am 10. Juni 2009 angelobt                                  |
| Schlömicher-Thier Josef | SPÖ      |                                                                 |
| Schmidlechner Karl      | SPÖ      |                                                                 |
| Schnell Karl            | FPÖ      |                                                                 |
| Schöchl Josef           | ÖVP      |                                                                 |
| Schwaighofer Cyriak     | Grüne    |                                                                 |
| Schwarzenbacher Josef   | ÖVP      |                                                                 |
| Solarz Nicole           | SPÖ      |                                                                 |
| Steidl Walter           | SPÖ      | bis 2. Oktober 2012 (Wechsel in die Landesregierung)            |
| Stöckl Christian        | ÖVP      |                                                                 |
| Wiedermann Friedrich    | FPÖ      |                                                                 |
| Wimmreuter Andreas      | SPÖ      | am 8. Februar 2012 als Nachfolger von Robert Zehentner angelobt |
| Zehentner Robert        | SPÖ      | bis 31. Jänner 2012                                             |